# Kasper Borremans
Kasper Borremans (født 21. august 2006 i Hyvinkää) er en cykelrytter fra Finland, der kører for Bahrain Victorious Development Team.
Faren er fra Belgien og moren er finsk. Faren Erwin Borremans har været AG triatlet, mens lillesøster Lotte er cykelrytter, og skulle fra 2025 køre for Team Rytger Carl Ras.